# La La Land (album van Guided by Voices)
La La Land is het 37e studioalbum van de Amerikaanse indierockband Guided by Voices. Het album werd uitgebracht op 20 januari 2023. Travis Harrison verzorgde de productie. Met het album bouwde de band voort op de muzikale weg die was ingeslagen met het vorige album Tremblers and Goggles by Rank (2022).

## Ontvangst
Guided by Voices stond in de beginjaren bekend om de albums met ongepolijste korte nummers die in grote getalen uitgebracht werden, tot en zelfs over de 20 nummers per album. Tremblers and Goggles by Rank (2022) bracht daar verandering in. Met La La Land bleef Guided by Voices op dit nieuwe pad. Het album werd positief ontvangen. Metacritic gaf een gewogen gemiddelde van 77. BrooklynVegan nam het album op in hun lijst van 33 beste indie/alternatieve albums van 2023, samen met Nowhere to Go but Up dat in november verscheen.

## Tracklist
| Nr. | Titel                  | Duur |
| --- | ---------------------- | ---- |
| 1.  | Another Day to Heal    | 1:49 |
| 2.  | Released Into Dementia | 2:19 |
| 3.  | Ballroom Etiquette     | 2:48 |
| 4.  | Instinct Dwelling      | 2:47 |
| 5.  | Queen of Spaces        | 3:01 |
| 6.  | Slowly on the Wheel    | 6:00 |
| 7.  | Cousin Jackie          | 4:02 |
| 8.  | Wild Kingdom           | 3:21 |
| 9.  | Caution Song           | 2:18 |
| 10. | Face Eraser            | 2:51 |
| 11. | Pockets                | 3:49 |

## Personeel
- Robert Pollard, zang
- Doug Gillard, gitaar
- Bobby Bare jr., gitaar
- Mark Shue, bas
- Kevin March, drums
- Travis Harrison, productie